# Версия „Пеликан“
„Версия Пеликан“ (на английски: The Pelican Brief) е американски трилър от 1993 г., базиран на едноименния роман, написан от Джон Гришам през 1992 г. Режисиран е от Алън Дж. Пакула, във филма участват Джулия Робъртс в ролята на младата адвокатка Дарби Шоу и Дензъл Уошингтън като репортера от „Уошингтън Хералд“, Грей Грентъм. Филмът, в който музиката е композирана от Джеймс Хорнър, е последният филм, в който Пакула е сценарист и режисьор преди смъртта си.

## Актьорски състав
| Актьор           | Роля                          |
| ---------------- | ----------------------------- |
| Джулия Робъртс   | Дарби Шоу                     |
| Дензъл Уошингтън | Гари Грентъм                  |
| Сам Шепърд       | Томас Калахан                 |
| Джон Хърд        | Гейвин Верхеек                |
| Тони Голдуин     | Флечър Коул                   |
| Джеймс Сиккинг   | Дентън Войлс, директор на ФБР |
| Уилям Атъртън    | Боб Гмински                   |
| Робърт Кълп      | Президентът                   |
| Стенли Тучи      | Камел                         |
| Хюм Кронин       | Джъстис Розенбърг             |
| Джон Литгоу      | Смит Кийн                     |
| Антъни Хийлд     | Марти Велмано                 |
| Синтия Никсън    | Алис Старк                    |
| Джейк Уебър      | Къртис Морган / Гарсия        |
| Ралф Кошам       | Джъстис Дженсън               |
| Кейси Бигс       | Ерик Ийст                     |
| Стенли Андерсън  | Едуин Шелър                   |
| Кристофър Мъри   | Рупърт                        |

## Пускане
„Версия Пеликан“ е пуснат на VHS от 15 юни 1994 г., на Blu-ray на 10 февруари 2009 г., и на 7 септември 2010 г. от Уорнър Хоум Видео.

## В България
В България филмът е издаден на VHS от Александра Видео на 18 септември 1995 г.
През 2006 г. е издаден на DVD от Съни Филмс.
На 18 септември 2011 г. е излъчен по bTV с български войсоувър дублаж. Екипът се състои от:
| Озвучаващи артисти  | Христина Ибришимова Радена Вълканова Георги Георгиев-Гого Христо Чешмеджиев Васил Бинев Станислав Димитров |
| Преводач            | Елена Илиева                                                                                               |
| Тонрежисьор         | Наталия Василева                                                                                           |
| Режисьор на дублажа | Чавдар Монов                                                                                               |